# Loricula pselaphiformis
Loricula pselaphiformis, auch Palpenkäferartige Flechtenwanze genannt, ist eine Wanzenart aus der Familie der Flechtenwanzen (Microphysidae).

## Merkmale
Die Wanzen werden 2,0 bis 2,5 Millimeter (Männchen) bzw. 1,5 bis 1,8 Millimeter (Weibchen) lang. Bei den Arten der Gattung Loricula haben die Weibchen einen deutlich breiter gebauten Körper als die Männchen und sind brachypter, haben also zurückgebildete Hemielytren. Außerdem ist das zweite Fühlerglied länger als das vierte. Bei Loricula pselaphiformis ist der Kopf hinten rot, ansonsten dunkelbraun. Die Hemielytren sind großflächig dunkelbraun gefärbt und besitzen keine weißen Flecken. Die makropteren Männchen sind selten, haben jedoch einen breiteren Körper als die von Loricula elegantula. Ihr Pronotum ist hinten 2,5 Mal so breit wie vorne.

## Vorkommen und Lebensraum
Die Art kommt nahezu in ganz Europa vor, lediglich im Mittelmeerraum ist sie nur im Norden verbreitet. Östlich reicht das Verbreitungsgebiet über den Nahen Osten bis in den Kaukasus. Wie auch Loricula bipunctata wurde die Art durch den Menschen in Nordamerika eingeschleppt. In Deutschland und Österreich ist die Art weit verbreitet, ist jedoch nicht häufig. Man findet sie in den Alpen bis etwa 1300 Meter Seehöhe.
Besiedelt werden vor allem feuchtere, schattige Lebensräume.

## Lebensweise
Die Wanzen treten gelegentlich gemeinsam mit Loricula elegantula, die eine ähnliche Lebensweise aufweisen. Man findet sie vor allem auf Laubbäumen wie Weiden (Salix), Pappeln (Populus) und Eschen (Fraxinus) an flechtenbewachsenen Stämmen und Ästen. Selten findet man die Wanzen auch an vielen anderen Laub- und auch Nadelholzarten, wie etwa Fichten (Picea) und Tannen (Abies). An Letzteren insbesondere in höheren Lagen. Darüber hinaus findet man die Wanzen auch an mit Flechten bewachsenen, gefällten Stämmen oder auch Steinen. Man hat Weibchen auch in den Fraßgängen von Borkenkäfern gefunden, wobei unklar ist, ob sie sich dort zufällig aufhielten, oder an den Eiern oder Larven gesaugt haben. Die Nymphen treten abhängig von der Höhenlage ab Ende April bis Juli auf, die adulten Tiere ab Ende Mai bis Ende August. Wie auch bei den anderen Arten der Gattung Loricula leben die Männchen nur kurz, weswegen man zwischen Ende Juli und August fast nur mehr Weibchen antreffen kann.

## Belege